# شهرستان رباط‌کریم
شهرستان رباط‌کریم یکی از شهرستان‌های استان تهران است. مرکز این شهرستان شهر رباط‌کریم است.

## تاریخچه رباط کریم

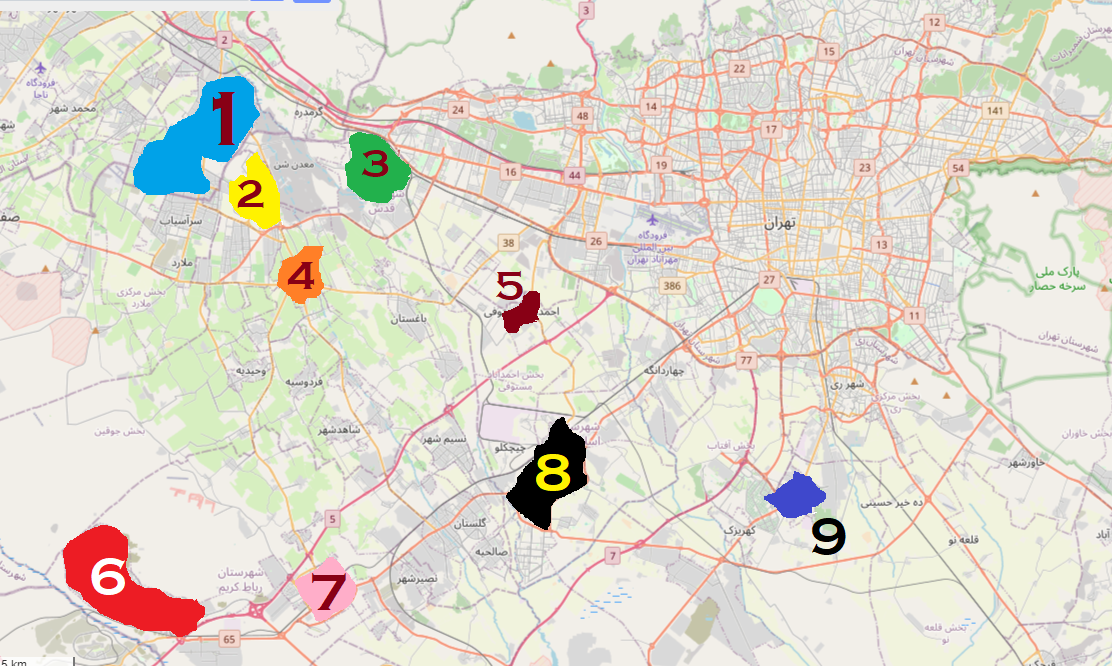
موقعیت برخی از شهرهای حاشیه‌ای جنوب، جنوب غرب و غرب نزدیک تهران ۱- فردیس ۲- اندیشه ۳- شهر قدس ۴- شهریار ۵- احمدآباد مستوفی ۶- پرند ۷- رباط کریم ۸- اسلامشهر ۹- باقر شهر

این منطقه از هزاران سال قبل نیز از مراکز تمدن و زندگی بوده و محدوده سابق رباط کریم بیش از ۳ الی ۴ هکتار نبوده و خانه‌های روستایی در پیرامون کاروانسراها جای داشته‌است و پس از اینکه رباط کریم تا حدودی گسترش یافت، دارای چهار دروازه گردید که به ترتیب به شمال، جنوب، مشرق و مغرب منتهی می‌شد به طوری که آثار دروازه غربی آن در نزدیکی امامزاده محمد تقی تا چندی پیش نیز به چشم می‌خورد. بعدها با توسعه شهر رباط کریم و احداث باغ‌های میوه این دروازه‌ها از بین رفت و خیابان‌ها و کوچه‌های فراوانی احداث گردید و رباط کریم امروزی شکل گرفت.
همچنین در حوالی بازارک معروف به چاله بازارک کارشناسان بر این باورند که روستا یا شهری در زیر خاک مدفون شده‌است و با توجه به آثار متعدد باستانی که در سال ۶۹ و اواخر ۷۳ در حوالی رباط کریم از شش هزار سال قبل تا دوران قاجاریه بدست آمده نشان از قدمت بالای این شهر دارد.
از دلایل اصلی رشد و شکل‌گیری رباط کریم، واقع شدن این شهر بر سر راه جاده ابریشم و راه زیارتی خراسان به بغداد می‌توان اشاره کرد و از طرفی بعد از این که آغامحمدخان قاجار، تهران را به پایتختی انتخاب و به عمران و آبادی آن همت گماشت و تهران مرکز امور دولتی و حکومتی شد، رفت و آمد مردم به تهران برای رفع نیازها و انجام کارهای اداری از نقاط مختلف کشور افزایش یافت و مردم مناطق جنوبی ایران، کاروانیان، بازرگانان و دسته‌های نظامی می‌بایست از رباط کریم که در مسیر جاده ساوه به تهران واقع بود عبور می‌کردند که این امر به تدریج مهاجرانی را از شهرهای گوناگون به سوی رباط کریم جذب کرد.

## مردم
بیشینه مردم این شهرستان را ترک‌های آذربایجانی و لرها تشکیل می‌دهند پس از آن کرد، گیلک، مازنی و مردم بومی هستند. به این صورت که بیشینه مردم شهر رباط کریم و دهستان‌های وهن آباد و امامزاده ابوطالب فارسی و بخش عمده مردم منجیل آباد و نصیرشهر به ترکی سخن می‌گویند.

## تقسیمات کشوری

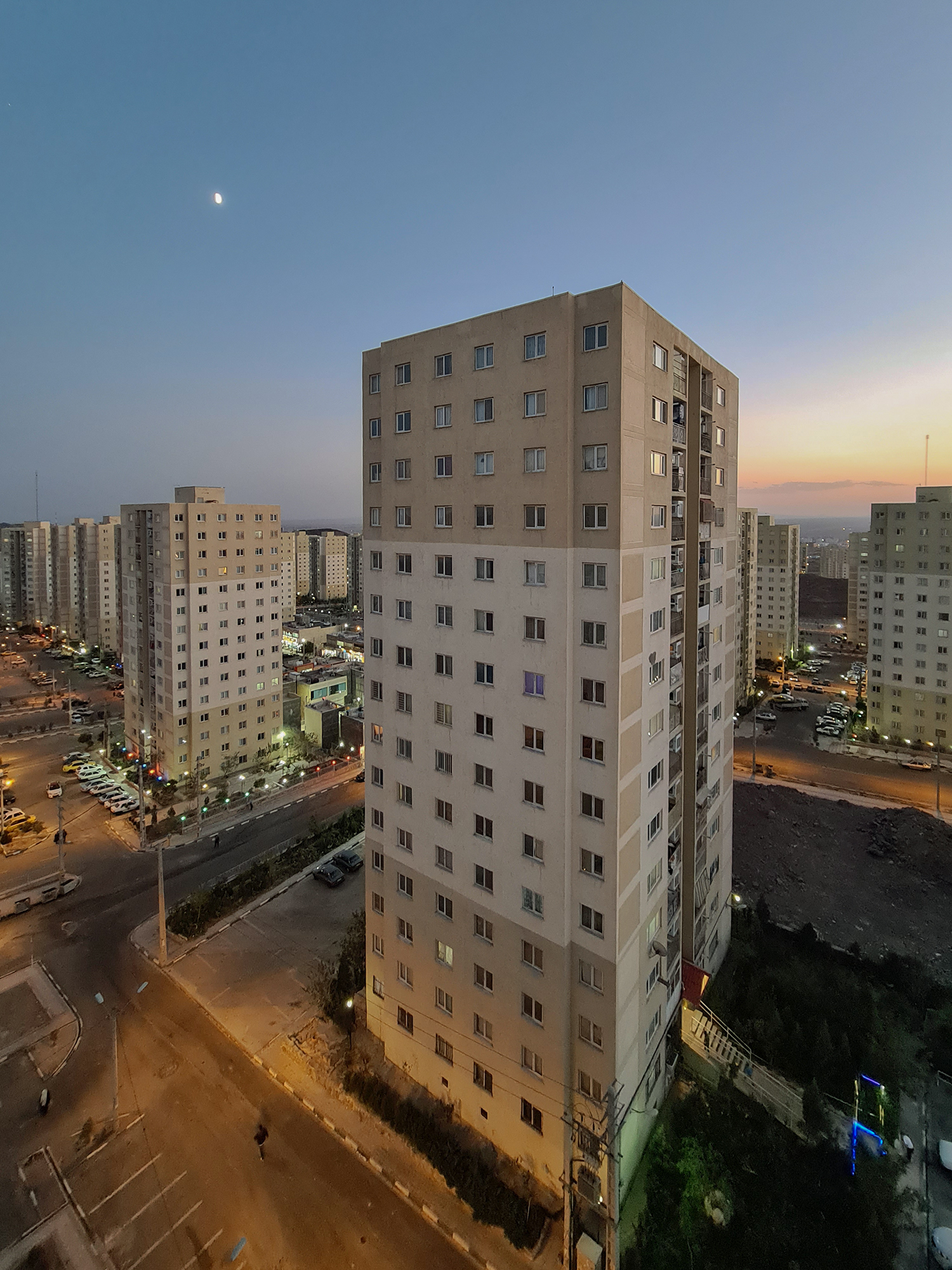
پرند

بخش‌ها
بخش مرکزی
شهرها
رباط‌کریم، نصیرشهر، پرند

### شهرک‌ها
شهید حسن آبشناسان، آلارد، پرندک
دهستان‌ها
منجیل‌آباد، امامزاده ابوطالب، وهن‌آباد
روستاها
یقه، انجم‌آباد، شهرآباد، حصارمهتر

## بناهای تاریخی
1. تپه باستانی روستای یقه
2. بقعه امامزادگان هادی و مهدی روستای یقه
3. تپه باستانی پرندک یک
4. آرامگاه پیغمبر لوط
5. تپه قلعه روستای حسن
6. آسیاب رباط کریم
7. پل بازارک
8. کاروانسرای سنگی شهر جدید پرند
9. کاروانسرای حاج کمال
10. یخچال تاریخی

## افراد سرشناس تاریخی
- حیدر لطیفیان (۱۲۵۸–۱۲۹۴) - رهبر نیروهای مقاومت مردمی در جنگ جهانی اول و ساماندهی آن‌ها در برابر نیروی زمینی امپراتوری روسیه در جنگ رباط‌کریم.

## نمایندگان مجلس
- محمد شاهی عربلو
- حسن قشقاوی
- حسین عسگری
- ابراهیم نکو
- حسن نوروزی

## فرمانداران
1. حسین طاهری (۱۳۷۵–۱۳۷۶)
2. علی اصغر ناصر بخت (۱۳۷۶–۱۳۸۰)
3. محمد موحد (۱۳۸۰–۱۳۸۴)
4. کیوان مرادیان (۱۳۸۴–۱۳۸۶)
5. علی جهانبخشی (۱۳۸۶–۱۳۸۸)
6. حسین کاشانی پور (۱۳۸۸–۱۳۹۰)
7. بیژن سلیمان پور (۱۳۹۰–۱۳۹۳)[۳]
8. علی بیگی (۱۳۹۳–۱۳۹۵)[۴]
9. سعید بیات (۱۳۹۵–۱۳۹۶)
10. سید مهدی ساداتی (۱۳۹۶–۱۴۰۰)
11. امید احمدی (۱۴۰۰ - امروز)